# Hajime Waki

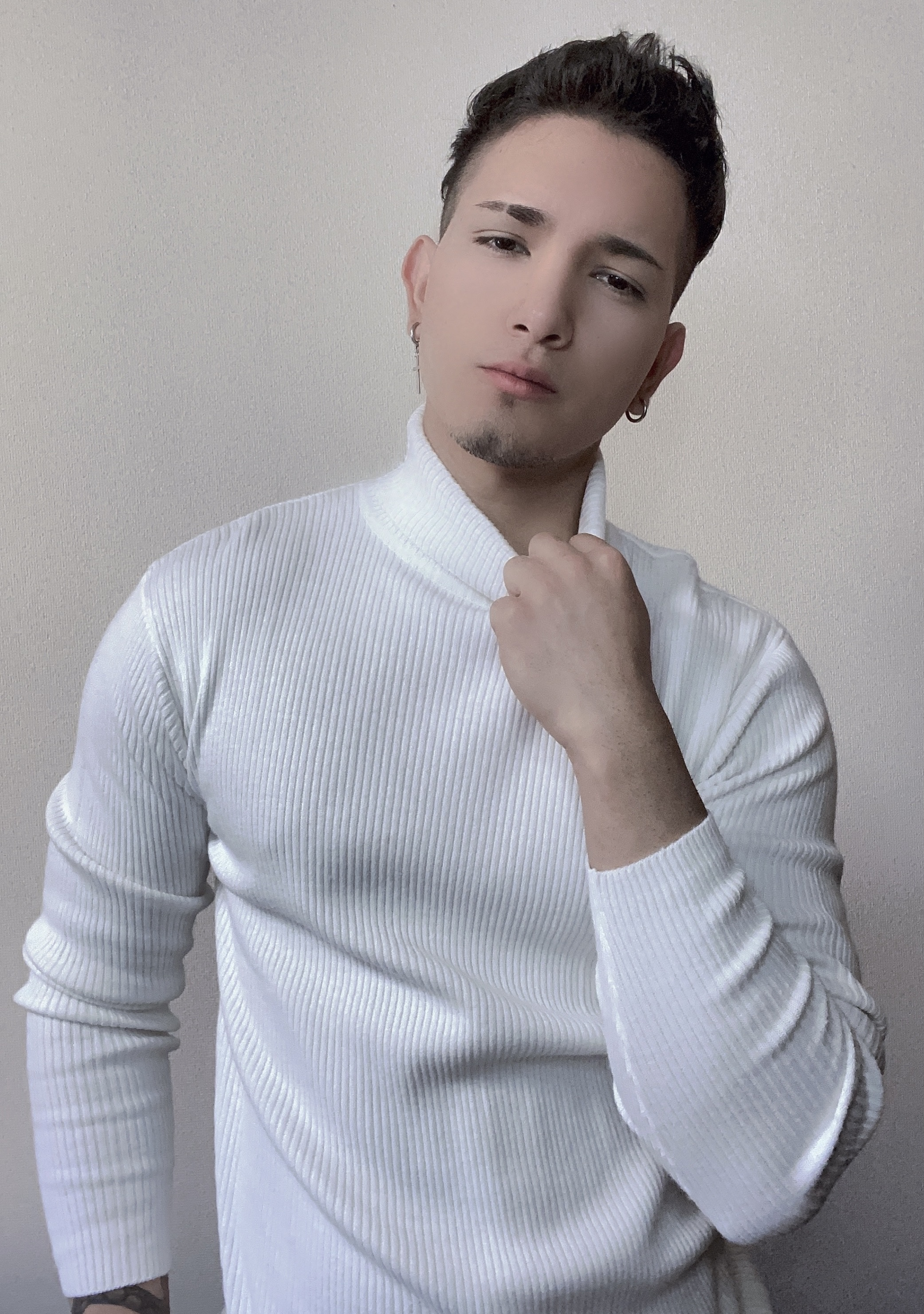

Hajime Waki (一脇, Nacido 1999) es un cantautor de  música bachata de ascendencia Japonesa, Dominicana, y Hondureña, quien es conocido por interpretar y componer canciones de este género en idioma Japonés.   

## Biografía

### Primeros años
Nació y creció en la ciudad de Comayagua Honduras, su padre es hondureño y su madre es japonesa de ascendencia dominicana. Desde niño tuvo una afición por escribir poemas románticos además de interesarse mucho por la música romántica.  A los 14 años empezó su primer proyecto musical, una banda de rock que llevaba por nombre One Cold Story, llegaron a tocar en la ciudad hasta que estos se separaron, es ahí donde empieza a componer música bachata y escribir letras para sus canciones en su casa, en sus propias palabras su más grande inspiración durante su inicio como compositor en su adolescencia ha sido el cantante dominicano Romeo Santos ,  el vocalista del grupo dominico-estadounidense Aventura y Takahiro Moriuchi vocalista de la banda Japonesa One Ok Rock.

### Inicios de su carrera
Al terminar el colegio decide viajar a Estados Unidos, para comenzar sus primeras grabaciones como solista. grabo su primer demo que constaba de 4 canciones de la cual una lo dio a conocer internacionalmente. El Japonés logró cantar junto a Romeo Santos en 2015 durante su gira cuando dio su concierto en Tegucigalpa.

### Actualidad
Actualmente ha grabado videos musicales en Tokio y busca promover su carrera en los Estados Unidos componiendo en Español y Japonés, manteniéndose fiel a su estilo y li que lo distingue de muchos es su romanticismo h sensualidad de sus temas junto a su arte estilo Manga en su portadas de Álbumes como en el titulado como "Ultimo Adiós" (最後の別れ, Saigo no wakare).

## Discografía

#### Sencillos
- Escena 21
- Mi Ilusión
- A quien ア キエン

#### Álbumes
- Monstruo
- Mi ilusión
- Último Adiós 最後の別れ